# اوراشاتس (لسکوواتس)
اوراشاتس (به صربی: Orašac) یک منطقهٔ مسکونی در صربستان است که در لسکواس واقع شده‌است. اوراشاتس ۵۸۲ نفر جمعیت دارد.